# Eclytus cephalotes
Eclytus cephalotes là một loài tò vò trong họ Ichneumonidae.